# Richard N. Current

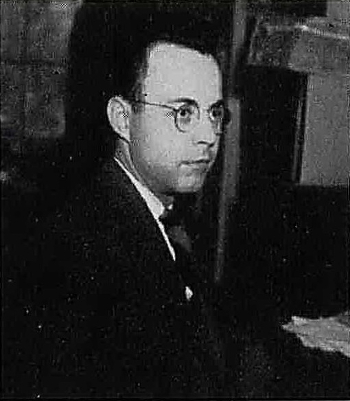
Richard N. Current

Richard Nelson Current (5 de octubre de 1912 - 26 de octubre de 2012) fue un historiador estadounidense. Fue profesor en la Universidad de Rutgers, Hamilton College, la Universidad de Michigan del Norte, Universidad Lawrence, Mills College, Universidad del Estado de Salisbury, de la Universidad de Illinois, la Universidad de Carolina del Norte en Greensboro y la Universidad de Wisconsin-Madison. Se desempeñó como presidente de la Asociación Histórica del Sur en 1975. 
Murió en Boston, Massachusetts el 26 de octubre de 2012, a los 100 años y está enterrado en Greensboro, Carolina del Norte.

## Obras
- "Vidal's 'Lincoln': An Exchange", The New York Review of Books, August 18, 1988

- Old Thad Stevens: A Story of Ambition, 1942.
- Pine Logs and Politics: A Life of Philetus Sawyer, 1816-1900, 1950.
- The Typewriter and the Men Who Made It, 1954.
- Secretary Stimson: A Study in Statecraft, 1954.
- Daniel Webster and the Rise of National Conservatism, 1955.
- Lincoln the President: Midstream to the Last Full Measure (con J. G. Randall), 1955.
- The Lincoln Nobody Knows, 1958.
- Why the North Won the Civil War, essays by Richard N. Current and David Herbert Donald, 1960
- American History: A Survey (Con F. Freidel y T. H. Williams), 1961.
- Lincoln and the First Shot, 1963.
- John C. Calhoun, 1963.
- United States History (Con A. DeConde and H. L. Dante), 1967.
- Three Carpetbag Governors, 1967.
- Essentials of American History (Con otros), 1972.
- United States History: A World Power (Con A. DeConde y H. L. Dante), 1974.
- United States History: Search for Freedom (Con A. DeConde y H. L. Dante), 1974.
- Wisconsin: The Civil War Era 1848-1873, 1976.
- Wisconsin: A Bicentennial History, 1977.
- Unity, Ethnicity, and Abraham Lincoln, 1978.
- A History of the United States (Con G. Goodwin), 1980.
- Speaking of Abraham Lincoln: The Man and His Meaning for Our Times, 1983.
- Northernizing the South, 1983.
- Arguing with Historians: Essays on the Historical and the Unhistorical, 1987.
- Those Terrible Carpetbaggers, 1988.
- Lincoln, the Constitution, and Presidential Leadership, 1989.
- Daniel Webster, 'the Completest Man' (Con others), 1990.
- Phi Beta Kappa in American Life: The First Two Hundred Years, 1990.
- Encyclopedia of the Confederacy (Editor), 1993.
- What Is an American?  Abraham Lincoln and 'Multiculturalism', 1993.
- Lincoln's Loyalists: Union Soldiers from the Confederacy, 1994.
- Lincoln on Democracy (Con others), 1994.
- Loie Fuller, Goddess of Light (Con Marcia Ewing Current), 1997.
- Knut Hamsun Remembers America: Essays and Stories, 1885-1949 (Traducción), 2003.